# Szidonia Vajda
Szidonia Vajda (nascuda el 20 de gener de 1979), és una jugadora d'escacs romanesa-hongaresa, que té els títols de Gran Mestre Femení i de Mestre Internacional. És la germana del GM Levente Vajda.
A la llista d'Elo de la FIDE del febrer de 2023, hi tenia un Elo de 2294 punts, cosa que en feia el jugador número 144 (absolut, en actiu), i la 6a millor jugadora femenina d'Hongria. El seu màxim Elo va ser de 2418 punts, a la llista de gener de 2008 (posició 2212 al rànquing mundial).

## Resultats destacats en competició
El 1995, a Verdun, va guanyar el Campionat d'Europa d'escacs de la joventut en la categoria femenina Sub-16. Ha estat dos cops Campiona femenina d'Hongria, els anys 2002 (empatada amb Nikoletta Lakos) i 2004.
El 2009 va guanyar el primer Memorial Teller Ede a Paks.

### Participació en competicions per equips
Va formar part de l'equip femení romanès que va obtenir la medalla de bronze al 3r Campionat d'Europa d'escacs per equips a Batumi 1999 i posteriorment ha jugat representant Hongria a les Olimpíades d'escacs de 2002, 2004, 2006 i 2008.